# 2019年スリランカ大統領選挙
2019年スリランカ大統領選挙（2019ねんスリランカだいとうりょうせんきょ、英語: 2019 Sri Lankan presidential election）は、2019年11月16日に行われたスリランカの国家元首である大統領を選出するための選挙である。過去最多となる35名が立候補し、スリランカ人民戦線候補であるゴーターバヤ・ラージャパクサが当選した。

## 主な候補者
主な候補者は元大統領マヒンダ・ラージャパクサの弟でスリランカ人民戦線 (SLPP) 候補のゴーターバヤ・ラージャパクサと、元大統領ラナシンハ・プレマダーサの息子で統一国民党 (UNP) 副総裁を務めるサジット・プレマダーサの2名。そのほか、候補者には僧侶、イスラム系、タミル系、女性を含め35名が立候補した。
| スリランカ人民戦線           | 統一国民党             |
| ゴーターバヤ・ラージャパクサ | サジット・プレマダーサ |
|                              |                        |
| 元国防・都市開発次官         | 元住宅建設・文化大臣   |
| 南部州                       | 西部州                 |

## 政党ごとの候補者選定

### スリランカ人民戦線 (SLPP)
地方選挙での大勝を受け、スリランカ人民戦線 (SLPP) は大統領選を視野に入れて候補者選定を始めた。大統領経験者の党首マヒンダ・ラージャパクサは再選回数制限により出馬ができなかったため、彼の兄弟であるチャマル、バシル、ゴーターバヤの3名が候補に上がった。しかし、ゴーターバヤとバシルの2名は海外国籍を有した二重国籍者であるという理由で、出馬ができないとなった。しかし2019年1月12日、ゴーターバヤは「国民が支持してくれるのであれば出馬する」と表明した。SLPP上層部は彼の意思を認識しておらず、この表明に驚いた。
チャマルもまた、ゴーターバヤの発言直後に「党が自分を候補者として推薦してくれるなら前向きに考える」と述べ、大統領選への意欲を表明した。
2019年3月、チャマルは自身や弟バシルの出馬可能性を否定したが、ゴーターバヤの出馬については言及を避けた。
2019年4月、スリランカで連続爆破テロ事件が発生。その直後にゴーターバヤは大統領選への出馬を表明した。8月11日にはSLPP党首のマヒンダから正式にゴーターバヤを次期大統領選挙の候補者とし、自身が首相候補となることを発表した。

### 統一国民党 (UNP)
統一国民党 (UNP) は2010年、15年と自党候補を出さず、他党候補を推薦した。しかし2015年にスリランカ自由党 (SLFP) のマイトリーパーラ・シリセーナを推薦して当選させた際、UNPは選挙のために5億ルピーを拠出したにもかかわらず、大統領とUNPの関係性は良くなかった。そして2018年にはUNP総裁で首相のラニル・ウィクラマシンハが大統領に解任されるという事件も起きた。そのためUNPの党員は、19年選挙には自党候補を擁立すべきだという意見が多かった。
党総裁のウィクラマシンハは明確に自らが大統領選に出馬する意思を表明しており、党主要メンバーとも会談していた。しかし、複数の議員は副総裁であるサジット・プレマダーサの擁立を画策し、プレマダーサ自身もUNP候補として大統領選に出馬する意思を明らかにした。
副総裁プレマダーサへの支持が集まる一方で総裁ウィクラマシンハも出馬表明を撤回しない中、国会議長を務めていたカル・ジャヤスリヤも「党の分裂と混乱を収束させる」という名目で大統領選出馬を表明した。しかし、結局はプレマダーサが支持を集め、複数都市での集会も成功させた。
2019年9月26日、UNP作業部会はプレマダーサを大統領候補に擁立することを決定。党総裁にはウィクラマシンハが留まり、プレマダーサが大統領に就任した際の首相を務めることも発表された。

### スリランカ自由党 (SLFP)
現大統領であったスリランカ自由党党首のマイトリーパーラ・シリセーナは15年の大統領選挙の公約として二期目は出馬しないということを表明していたが、19年時点では二期目への意欲を示していた。しかし、SLFP党員は元SLFP党首マヒンダ・ラージャパクサが創設したスリランカ人民戦線 (SLPP) を支持することを決定した。